# Arpeggio of Blue Steel
Arpeggio of Blue Steel (蒼き鋼のアルペジオ, Aoki Hagane no Arupejio) est un manga d'Ark Performance. Il est prépublié depuis septembre 2009 dans le magazine Young King Ours et compte vingt-neuf tomes au 30 juillet 2025.  

## Synopsis
Au milieu du XXIe siècle, l'Humanité a perdu une grande partie de sa suprématie sur les terres émergées. En effet, les communications entre ces terres sont devenus extrêmement difficiles à cause d'une mystérieuse "Flotte du Brouillard". Apparue de nulle part, cette dernière a vaincu tous ceux qui s'opposaient à elle et il est désormais impossible de traverser les mers.
Dix-sept ans plus tard, l'espoir renaît lorsque Gunzô Chihaya est contacté par la mystérieuse Iona, une jeune fille membre de la mystérieuse flotte mais qui a trahi les siens après avoir rencontré le père du jeune homme.

## Adaptation
Une adaptation en série télévisée d'animation produite par le studio Sanzigen est diffusée initialement entre octobre et décembre 2013 sur MBS. Dans les pays francophones, elle a été diffusée en simulcast sur J-One et Anime Digital Network. Deux films d'animation sortent en 2015 au Japon.

## Personnages
Gunzō Chihaya (千早 群像, Chihaya Gunzō)
Iona (イオナ, Iona) / I-401
Sō Oribe (織部 僧, Oribe Sō)
Kyōhei Kashihara (橿原 杏平, Kashihara Kyōhei)
Iori Watanuki (四月一日 いおり, Watanuki Iori)
Shizuka Hazumi (八月一日 静, Hazumi Shizuka)
Hyūga (ヒュウガ, Hyūga)
Takao (タカオ, Takao)

## Manga
Le manga Arpeggio of Blue Steel d'Ark Performance est publié depuis le 30 septembre 2009 dans le magazine Young King Ours. Le premier volume relié est publié par Shōnen Gahōsha le 30 avril 2010 et vingt-neuf tomes sont commercialisés au 30 juillet 2025.
Une série dérivée, Solty Road, dessinée par TALI est publiée depuis le 16 octobre 2014 dans le magazine Young King Ours.

### Liste des volumes
| no                                                                                   | Japonais         | Japonais          |
| no                                                                                   | Date de sortie   | ISBN              |
| ------------------------------------------------------------------------------------ | ---------------- | ----------------- |
| 1                                                                                    | 30 avril 2010    | 978-4-7859-3375-3 |
| 2                                                                                    | 30 octobre 2010  | 978-4-7859-3495-8 |
| 3                                                                                    | 30 mars 2011     | 978-4-7859-3593-1 |
| 4                                                                                    | 29 octobre 2011  | 978-4-7859-3726-3 |
| 5                                                                                    | 29 avril 2012    | 978-4-7859-3831-4 |
| 6                                                                                    | 30 octobre 2012  | 978-4-7859-3954-0 |
| 7                                                                                    | 30 mai 2013      | 978-4-7859-5056-9 |
| 8                                                                                    | 30 octobre 2013  | 978-4-7859-5150-4 |
| 9                                                                                    | 30 juin 2014     | 978-4-7859-5327-0 |
| 10                                                                                   | 26 décembre 2014 | 978-4-7859-5460-4 |
| 11                                                                                   | 30 juin 2015     | 978-4-7859-5599-1 |
| 12                                                                                   | 30 avril 2016    | 978-4-7859-5762-9 |
| 13                                                                                   | 30 novembre 2016 | 978-4-7859-5915-9 |
| 14                                                                                   | 30 juin 2017     | 978-4-7859-6034-6 |
| 15                                                                                   | 30 novembre 2017 | 978-4-7859-6075-9 |
| Extra : Au Japon, le tome 15 (ISBN 978-4-7859-6076-6) est sorti en édition spéciale. |                  |                   |
| 16                                                                                   | 30 juillet 2018  | 978-4-7859-6254-8 |
| 17                                                                                   | 27 février 2019  | 978-4-7859-6392-7 |
| 18                                                                                   | 1er octobre 2019 | 978-4-7859-6488-7 |
| Extra : Au Japon, le tome 18 (ISBN 978-4-7859-6487-0) est sorti en édition spéciale. |                  |                   |
| 19                                                                                   | 1er juin 2020    | 978-4-7859-6685-0 |
| 20                                                                                   | 30 octobre 2020  | 978-4-7859-6785-7 |
| 21                                                                                   | 30 juin 2021     | 978-4-7859-6940-0 |
| 22                                                                                   | 27 décembre 2021 | 978-4-7859-7061-1 |
| 23                                                                                   | 30 août 2022     | 978-4-7859-7215-8 |
| 24                                                                                   | 28 décembre 2022 | 978-4-7859-7219-6 |
| Extra : Au Japon, le tome 24 (ISBN 978-4-7859-7220-2) est sorti en édition spéciale. |                  |                   |
| 25                                                                                   | 29 juin 2023     | 978-4-7859-7432-9 |
| 26                                                                                   | 30 novembre 2023 | 978-4-7859-7547-0 |
| 27                                                                                   | 30 mai 2024      | 978-4-7859-7649-1 |
| 28                                                                                   | 30 octobre 2024  | 978-4-7859-7800-6 |
| 29                                                                                   | 30 juillet 2025  | 978-4-7859-7992-8 |

## Anime

### Série télévisée
L'adaptation en série télévisée d'animation est annoncée en mai 2013. Elle est produite au sein du studio Sanzigen avec une réalisation de Seiji Kishi, un scénario de Makoto Uezu et des compositions de Masato Kōda. Elle est diffusée initialement du 7 octobre au 23 décembre 2013 sur MBS.
Dans les pays francophones, la série a été diffusée en simulcast sur J-One et Anime Digital Network.

#### Liste des épisodes
| No | Titre de l’épisode en français | Titre original de l’épisode         | Date de 1re diffusion |
| -- | ------------------------------ | ----------------------------------- | --------------------- |
| 1  | Ceux qui contrôlent les routes | 航路を持つ者 Kōro o motsu mono      | 7 octobre 2013        |
| 2  | Vers la tempête                | 嵐の中へ Arashi no naka e           | 14 octobre 2013       |
| 3  | Yokosuka, port fortifié        | 要塞港 横須賀 Yosai Kō Yokosuka     | 21 octobre 2013       |
| 4  | Attaque sur Yokosuka           | 横須賀急襲 Yokosuka Kyūshū          | 28 octobre 2013       |
| 5  | À la frontière de l'humain     | 人ならざる者 Hito Narazaru Mono     | 4 novembre 2013       |
| 6  | Amies                          | ともだち Tomodachi                  | 11 novembre 2013      |
| 7  | Iwo Jima                       | 硫黄島 Iō-tō                        | 18 novembre 2013      |
| 8  | Maison de poupée               | 人形の家 Ningyō no Ie               | 25 novembre 2013      |
| 9  | Échappée mortelle              | 決死の脱出行 Kesshi no dasshutsugyō | 2 décembre 2013       |
| 10 | Le Sens du sacrifice           | その身を捧ぐ Sono Mi o Sasagu       | 9 décembre 2013       |
| 11 | Sœurs                          | 姉妹 Shimai                         | 16 décembre 2013      |
| 12 | Comment ouvrir la voie         | 航路を拓く力 Kōro o Hiraku Chikara  | 23 décembre 2013      |

### Films d'animation
La production de deux films d'animation est annoncée en juin 2014, avec la même équipe de production que la série télévisée. Le premier film, Arpeggio of Blue Steel DC, est une compilation des douze épisodes de la série télévisée avec des scènes inédites et sort dans les cinémas japonais le 31 janvier 2015. Le second film est une suite à l'histoire et est prévu pour le 3 octobre 2015,.

### Œuvres
1. 1 2  (ja) « 蒼き鋼のアルペジオ 1巻 », sur Media Arts
2. 1 2  (ja) « 蒼き鋼のアルペジオ 2巻 », sur Media Arts
3. 1 2  (ja) « 蒼き鋼のアルペジオ 第3巻 », sur Media Arts
4. 1 2  (ja) « 蒼き鋼のアルペジオ 第4巻 », sur Media Arts
5. 1 2  (ja) « 蒼き鋼のアルペジオ 第5巻 », sur Media Arts
6. 1 2  (ja) « 蒼き鋼のアルペジオ 第6巻 », sur Media Arts
7. 1 2  (ja) « 蒼き鋼のアルペジオ 第7巻 », sur Media Arts
8. 1 2  (ja) « 蒼き鋼のアルペジオ 08 », sur Media Arts
9. 1 2  (ja) « 蒼き鋼のアルペジオ 09 », sur Media Arts
10. 1 2  (ja) « 蒼き鋼のアルペジオ 10 », sur Media Arts
11. 1 2  (ja) « 蒼き鋼のアルペジオ 11 », sur Media Arts
12. 1 2  (ja) « 蒼き鋼のアルペジオ 12 », sur Media Arts
13. 1 2  (ja) « 蒼き鋼のアルペジオ 13 », sur Media Arts
14. 1 2  (ja) « 蒼き鋼のアルペジオ 14 », sur Media Arts
15. 1 2 3  (ja) « 蒼き鋼のアルペジオ 15 », sur Media Arts
16. 1 2  (ja) « 蒼き鋼のアルペジオ = ARPEGGIO OF BLUE STEEL 16 », sur Media Arts
17. 1 2  (ja) « 蒼き鋼のアルペジオ = ARPEGGIO OF BLUE STEEL 17 », sur Media Arts
18. 1 2 3  (ja) « 蒼き鋼のアルペジオ = ARPEGGIO OF BLUE STEEL 18 », sur Media Arts
19. 1 2  (ja) « 蒼き鋼のアルペジオ = ARPEGGIO OF BLUE STEEL 19 », sur Media Arts
20. 1 2  (ja) « 蒼き鋼のアルペジオ = ARPEGGIO OF BLUE STEEL 20 », sur Media Arts
21. 1 2  (ja) « 蒼き鋼のアルペジオ = ARPEGGIO OF BLUE STEEL 21 », sur Media Arts
22. 1 2  (ja) « 【12月27日付】本日発売の単行本リスト », sur natalie.mu,‎ 27 décembre 2021
23. 1 2  (ja) « 【8月30日付】本日発売の単行本リスト », sur natalie.mu,‎ 30 août 2022
24. 1 2 3  (ja) « 【12月28日付】本日発売の単行本リスト », sur natalie.mu,‎ 28 décembre 2022
25. 1 2  (ja) « 【6月29日付】本日発売の単行本リスト », sur natalie.mu,‎ 29 juin 2023
26. 1 2  (ja) « 【11月30日付】本日発売の単行本リスト », sur natalie.mu,‎ 30 novembre 2023
27. 1 2  (ja) « 【5月30日付】本日発売の単行本リスト », sur natalie.mu,‎ 30 mai 2024
28. 1 2  (ja) « 【10月30日付】本日発売の単行本リスト », sur natalie.mu,‎ 30 octobre 2024
29. 1 2  (ja) « 【7月30日付】本日発売の単行本リスト », sur natalie.mu,‎ 30 juillet 2025